# ロバート・ダグラス (第12代モートン伯爵)
第12代モートン伯爵ロバート・ダグラス（英語: Robert Douglas, 12th Earl of Morton、1662年以前 – 1730年1月22日）は、スコットランド貴族、政治家。

## 生涯
第10代モートン伯爵ジェームズ・ダグラスとアン・ヘイ（Anne Hay、初代準男爵ジェームズ・ヘイの娘）の三男として生まれた。
1702年スコットランド総選挙でコート派（クイーンズベリー公爵派）の一員として影響力を発揮、自身がカークウォール選挙区でスコットランド議会議員に当選したほか、カントリ派（ハミルトン公爵派）候補の当選を妨げた。スコットランド議会では常にクイーンズベリー公爵派として行動、クイーンズベリー公爵が公職を追われたときはカントリ派側で投票することも厭わなかった。イングランド王国との合同ではコート派側で投票したものの、第1回グレートブリテン議会への指名を受けず翌年の1708年イギリス総選挙にも出馬しなかった。翌1709年にクイーンズベリー公爵の要請を受けてテイン・バーグス選挙区の補欠選挙に出馬して当選したものの、目立った動きはなく1710年イギリス総選挙で出馬を辞退した（ただし、1710年と1713年の総選挙では他候補を支持しての選挙活動はあった）。
1715年12月7日に兄ジェームズが生涯未婚のまま死去すると、モートン伯爵の爵位を継承した。以降も国政で大きな役割を果たすことはなかったが、スコットランド貴族代表議員選挙での投票は第12代モートン伯爵がアーガイル公爵派であることを示している。
1730年1月22日に死去、生涯未婚だったため弟ジョージが爵位を継承した。